# 난폭과 대기 (음반)
"난폭과 대기(乱暴と待機)"는 2010년 9월 29일 미디어 팩토리에서 발매된 상대성이론과 오오타니 요시오의 첫 번째 앨범이다.

## 개요
- 표제곡인 "난폭과 대기는 영화"난폭과 대기"의 주제가로 사용되었다.
- 커플링 곡인 "Summers Of Nowhere"는 삽입곡인 "유곡"의 오프닝 테마로 사용되었다.
- CD외에 영화 "난폭과 대기"의 감독이기도 한 "토미나가 마사모리"가 감독을 맡은 뮤직비디오등이 수록된 DVD가 포함되었다.
- 재킷 디자인은 "에반게리온 신 극장판"의 감독을 맡은 츠루마키 카즈야가 상대성이론의 보컬 야쿠시마루 에츠코를 모델로 새로 그린것이다.

## 수록곡
CD
1. 난폭과 대기(3:43)
2. Summer Of Nowhere(3:37)
3. 유곡[instrumental/Opening Theme](1:43)
4. 난폭과 대기[오오타니 요시오 Self-Remix Ver](4:17)

DVD
1. "난폭과 대기" 뮤직비디오
2. 영화 "난폭과 대기"예고편